# Thorn.Eleven
Thorn.Eleven war eine deutsche Rockband aus Heidelberg, die 1996 unter dem Namen Thorn gegründet wurde. Die Band änderte ihren Namen, um mögliche juristische Probleme mit einer gleichnamigen Band aus Großbritannien zu vermeiden, da diese den Namen Thorn hat schützen lassen. Der Zusatz Eleven wurde gewählt, weil die erste, selbstproduzierte CD Inside zum einen elf Lieder umfasste, zum anderen im November, also dem elften Monat, veröffentlicht wurde. Thorn.Eleven folgen einem Stil, der wie die Schnittmenge aus gitarrenlastigem Grunge, Metal und einfachem Rock klingt. In frühen Tagen der Band bezeichnete Thorn.Eleven den Stil selbst als Brachialrock. Am 15. September 2009 gaben Thorn.Eleven auf ihrer Homepage die Trennung bekannt.

## Bandgeschichte

### Die Anfänge
Unmittelbar nach der Gründung der Band machten sich David Becker (Gesang, Gitarre), Matthias Heinz (Gitarre), Kai Mücke (Bass) und Mathias Wienand (Schlagzeug) daran, eigene Songs zu schreiben. Zunächst orientierte sich das Schaffen an Bands wie Crowbar, Tool und Clutch, jedoch fand das Quartett seine eigene Nische. 1996 veröffentlichte die Band ihr erstes Demo-Tape. 1998 erfolgte die Veröffentlichung der selbstproduzierten CD Inside. Es folgten Auftritte im ganzen Bundesgebiet. Einen größeren szeneinternen Bekanntheitsgrad erlangte die Band durch den Song „Sick“, der auf einem CD-Sampler des Visions-Musikmagazins veröffentlicht wurde.

### Erster Plattenvertrag
Nach einem Auftritt beim Bizarre-Festival 1999 in Köln lenkte Thorn.Eleven die Aufmerksamkeit diverser Plattenlabels auf sich. Es folgte ein Plattenvertrag bei Steamhammer/SPV. Dort wurde 2001 das selbstbetitelte Debütalbum veröffentlicht. Aufgenommen wurde der erste Longplayer unter der Regie von Andy Sneap in Nottingham. Unter anderem fungierte das Quartett bei anschließenden Tourneen als Opener für Biohazard, Slayer, Oomph!, Thumb und Earthtone9.

### Besetzungswechsel und zweites Album
Zwischenzeitlich gingen Thorn.Eleven und Schlagzeuger Mathias Wienand getrennte Wege. Den Platz hinter dem Drumset nahm Björn Lücker ein, der auch das zweite Album A Different View einspielte. Aufgenommen wurde die CD, die 2004 veröffentlicht wurde, mit dem Produzenten Roberto Laghi im schwedischen Göteborg. Allerdings trennten sich nach einigen Differenzen die Wege der Band und Lücker wieder. Hinter das Schlagzeug kehrte Mathias Wienand zurück. Es folgte eine gemeinsame Tournee mit der Nu-Metal-Band 4Lyn.

### Lange Zeit der Stille und Trennungen
Den Platz hinter den Kesseln nahm Mathias Wienand jedoch nicht allzu lange ein, denn 2006 erfolgte die erneute Trennung. Liveaktivitäten gab es lange Zeit nicht, allerdings vergruben sich die übrig gebliebenen drei Musiker im Proberaum und arbeiteten an neuen Songs, die schließlich in einem Studio in Ludwigshafen am Rhein aufgenommen wurden. Hinter dem Schlagzeug saß dabei Kai Bergerin, unter anderem Drummer der Darmstädter Death-Metal-Combo Disbelief, der für die Aufnahmen engagiert wurde. Aus der Zusammenarbeit resultierte eine dauerhafte Lösung: Kai Bergerin wurde neues festes Bandmitglied. Getrennte Wege gingen hingegen fortan Thorn.Eleven und die Plattenfirma Steamhammer/SPV. 

### Circlesund neues Label
Die neuen Songs, die Thorn.Eleven bereits aufgenommen hatte, wurden 2008 zunächst unter eigener Regie zum kostenfreien Download im Internet angeboten. Aber nur kurze Zeit später unterzeichnete die Band einen neuen Deal bei dem kleinen Frankfurter Indie-Label Muscon Records (im Vertrieb von Intergroove), das 2009 den dritten Longplayer Circles veröffentlichte.

### Trennung
Am 15. September 2009 gaben Thorn.Eleven auf ihrer Homepage die Trennung bekannt. Als Hauptgrund wird die Änderung der Musikgeschmäcker der einzelnen Bandmitglieder im Laufe der Zeit angegeben. Allerdings wollen die Mitglieder weiterhin gemeinsam Musik machen, jedoch unter einem anderen Namen.

## Diskografie

### Demos
- 1996: Demotape
- 1998: Inside

### Studioalben
- 2001: Thorn.Eleven (Steamhammer/SPV)
- 2004: A Different View (Steamhammer/SPV)
- 2009: Circles (Muscon Records/Intergroove)

### Single-Auskopplungen
- 2001: Simple Things (Steamhammer/SPV)

## Musikvideos
- 2001: Simple Things
- 2001: Push Me
- 2009: Circles